# アラジン (1992年の映画)
『アラジン』（原題：Aladdin）は、1992年にディズニーが製作したアニメーション映画。続編としてOVA作品2本、テレビアニメシリーズ『アラジンの大冒険』、リメイクとして実写映画版が製作された。

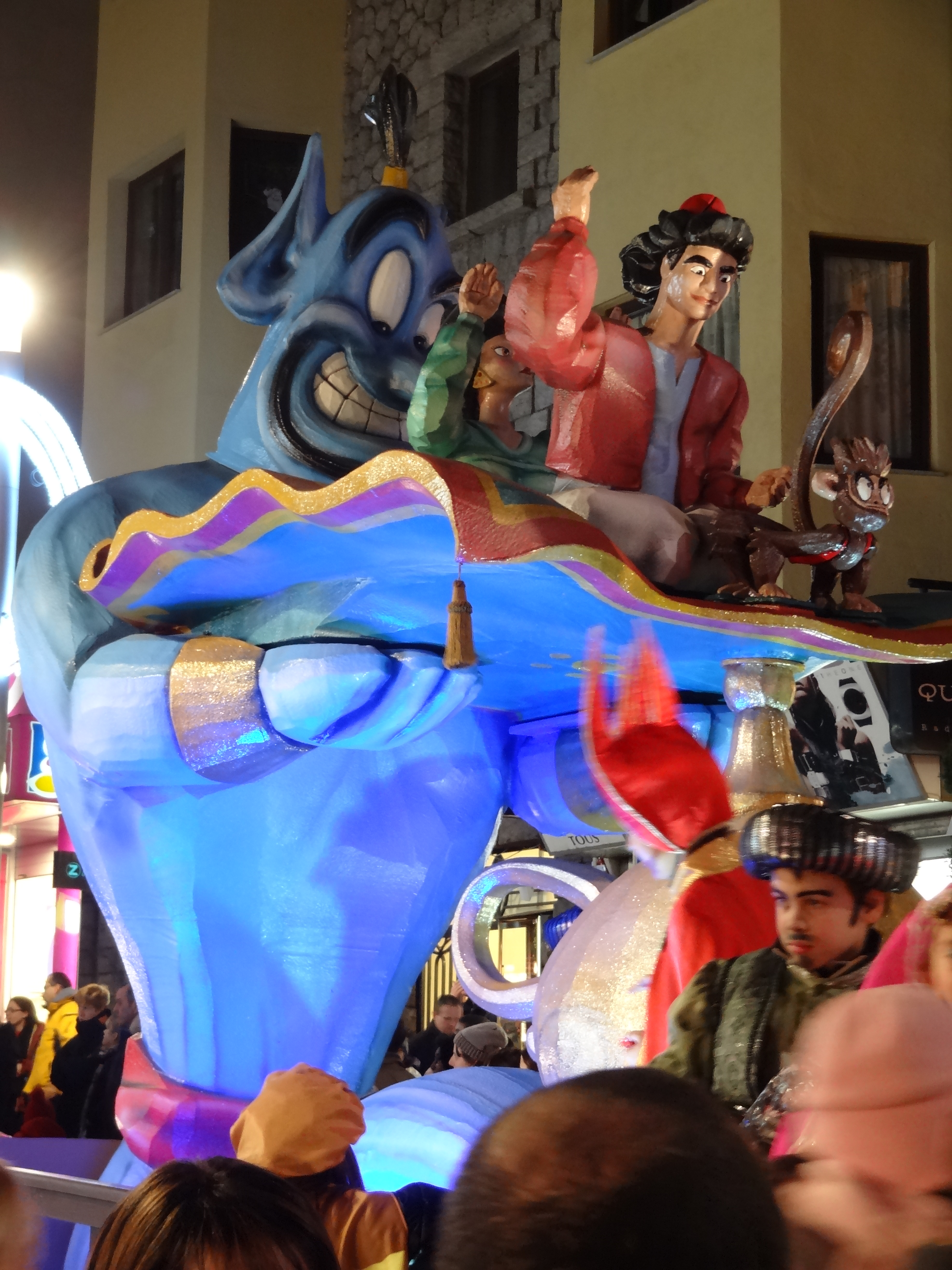
アンドラの公現祭の「東方三博士の騎馬行列(2013年)」

## 概要
『千夜一夜物語』の『アラジンと魔法のランプ』を原案としている。また、魔法の絨毯で世界中を旅するシーンで流れる曲『ホール・ニュー・ワールド』（A Whole New World）はアカデミー作曲賞及びアカデミー歌曲賞を受賞した。
アメリカでは1993年の年間ビデオ販売数で2400万本を出荷して年間1位の売上となり、日本ではセルビデオで220万本を出荷して歴代1位の売り上げとなった。ディズニー・ルネサンスと呼ばれる時期に作られた、ディズニーの成功作のひとつであり、ディズニー不朽の名作と言われている。

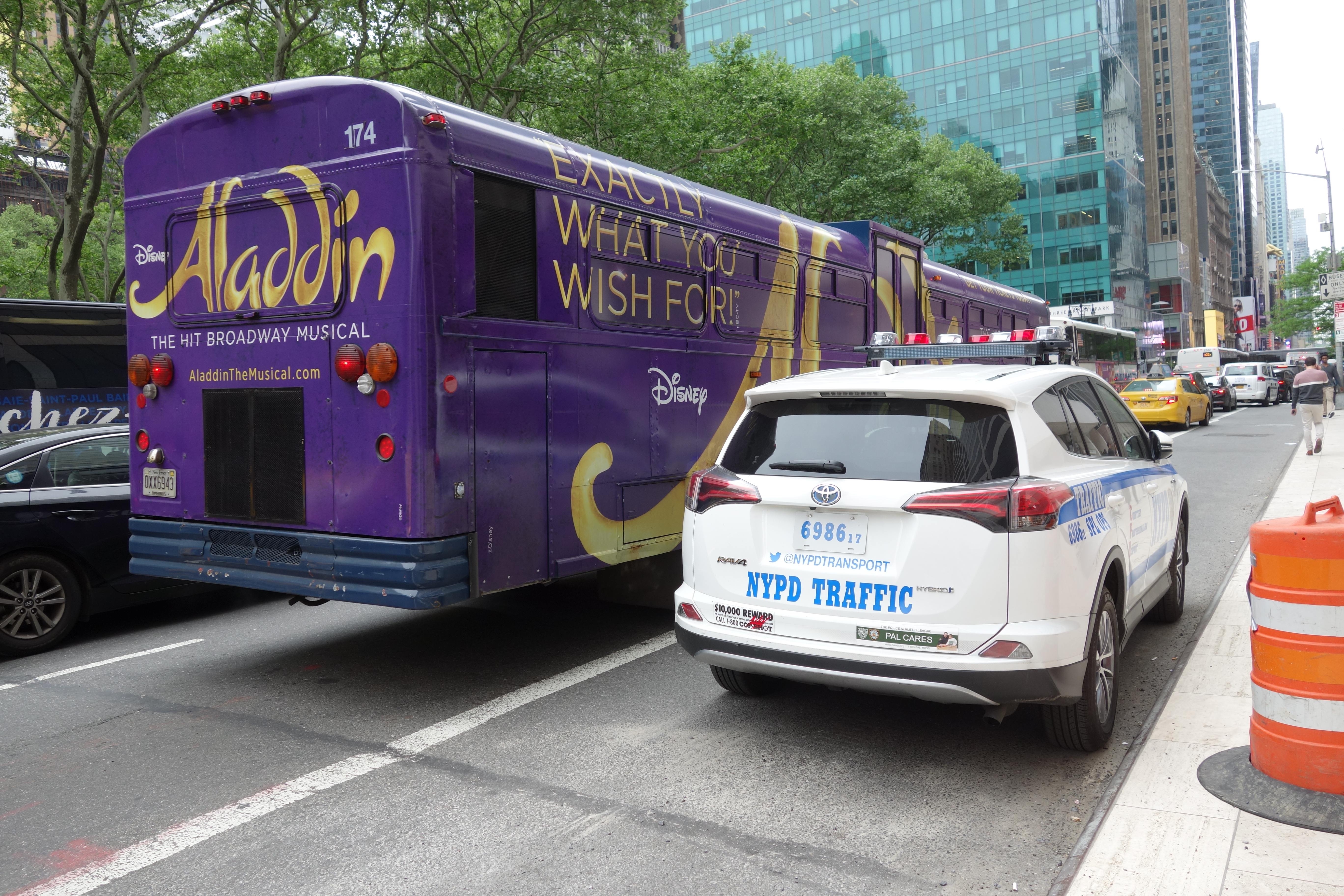
NYウォーターウェイ（英語版）のラッピングバス
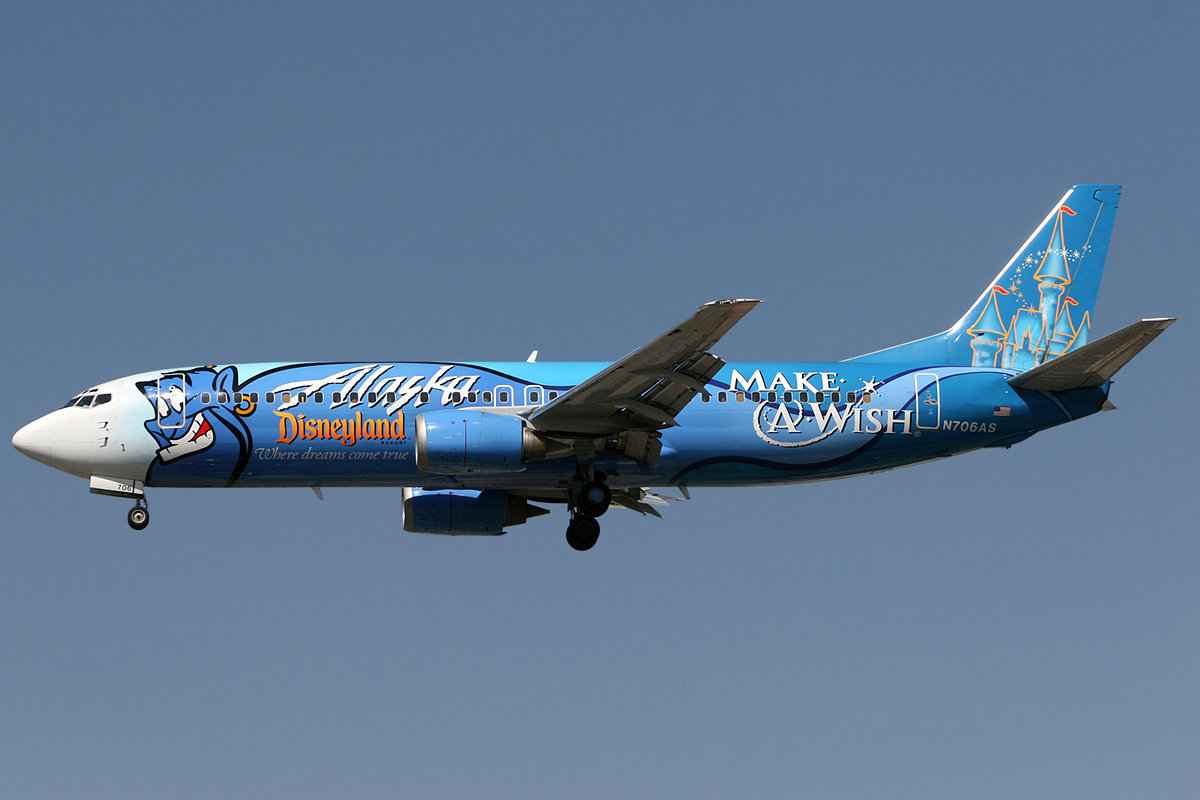
アラスカ航空 ボーイング737-400のラッピング航空機

## ストーリー
オープニングで行商人が、この映画の視聴者に物語を語り掛けるところから映画が始まる。
夜の砂漠でジャファーと名乗る男は手下の泥棒がある物を持ってくるのを待っていた。そして、それを利用してランプのある魔法の洞窟を呼び出した。洞窟が言うには「入れるのはダイヤの原石（内側に清らかな心を持つ者）のみ」だが、「ダイヤの原石」でなかった泥棒は閉じ込められてしまった。前述の話を聞いたジャファーは「ダイヤの原石」を探そうと企んだ。
砂漠の王国アグラバーに暮らす、両親を失い貧しくも清らかな心を持った青年アラジンはいつか宮殿で豪華な暮らしをすることを夢見ていた。一方、婚約に嫌気がさして王宮を抜け出そうとしたジャスミン王女は一番の親友・ラジャーの制止を無視してまで家出を決意する。そんなある日、市場でジャスミンは泥棒の濡れ衣を着せられたところをアラジンに助けられたことで心を通わせる。だが、アラジンは王女をさらおうとした盗賊と間違えられて捕まり、牢屋に入れられてしまう。それは王国の支配を企む国務大臣のジャファーが、入る者を厳しく選ぶ魔法の洞窟から「ダイヤの原石」として選ばれたアラジンに、洞窟の奥にある不思議な魔法のランプを取って来させるための策略だった。
ジャファーはみすぼらしい老人の姿に扮装して牢屋に現れると、ランプを取って来ることを約束させるのと引き換えに、アラジンを脱獄させる。魔法の洞窟の中で出会った魔法の絨毯の協力でランプを手に入れたものの、アブーがうっかり「ランプ以外の物を触れてはいけない」という掟を破ってしまったため、洞窟は暴走し、さらにジャファーに裏切られたアラジンは洞窟の中に閉じ込められてしまう。だが、相棒の猿アブーのおかげでランプがジャファーの手に渡ることは阻止できた。さらにアラジンはひょんなことから自らランプを擦ったところ、ランプの魔人ジーニーの主人となる。ジーニーの力でなんとか脱出し、「どんな願いも3つだけ叶えてあげよう」とジーニーに言われたアラジンは、自由を求めるジーニーに対し「最後の願いで君を自由にする」と約束しつつ、1つ目の願いとして、王子としか結婚が許されていないジャスミンとの恋を叶えるためアリ・アバブア王子に変身することを願い、王宮へと向かう。頑固なジャスミンは、アリ王子も今までの求婚者達と同じだと思い、まったく相手にしなかったのだが、「一緒に広い世界を見に行こう」という誘いに乗って魔法の絨毯で世界中を旅するうちに惹かれていく。途中で口を滑らせた不注意からアラジンの正体がバレそうになるものの、アラジンがとっさに「自分もお城の生活が嫌で、時々平民に変装して抜け出している」と誤魔化したことでジャスミンは共感を抱き、両想いとなる。
その頃、ランプを手に入れ損なったジャファーは自らの魔力でサルタンを操り、ジャスミンと結婚して王位に就こうとしていた。そこへアリ王子として現れたアラジンがジャスミンやサルタンに瞬く間に気に入られていくのを邪魔に思ったジャファーは、アリ王子を暗殺しようと目論んで、部下を使いアラジンを捕まえる。捕まったアラジンは顔に白い手拭いを巻かれて口を塞がれて声を出せなくされ、手足を重り付きの鎖で縛りあげられ、海の底に沈められてしまう。重りの重さで海底に沈むアラジンは呼吸ができなくなり気を失うが、偶然にもランプが手に触れたことで入浴中のジーニーが現れる。ジーニーは気絶しかけるアラジンに2つ目の願いごとをするように言うと、アラジンは無事命を救われた。それと同時にアラジンとジーニーは固い友情で結ばれた。アリ王子の暗殺に失敗した上に暗躍がバレたジャファーは失脚し、その犯行を暴いたアリ王子はジャスミンの結婚相手として大々的に告知される。順風満帆な未来が待つかに見えるアラジンだったが、ジーニーの魔法が解けて王子でないことがばれたらジャスミンに嫌われてしまうと不安を感じ、ジーニーに「君を自由にはできない」と言い出す。それを聞いたジーニーは怒ってランプの中に引き籠ってしまう。ジーニーに「本当のことを告げろ」と教えられたアラジンは遠慮なく本当のことをジャスミンに告げるため彼女の元へ向かうが、その隙を突かれてジャファーの手下のイアーゴにランプを奪われてしまう。イアーゴからランプを渡されてジーニーの新たな主人となったジャファーが、1つ目の願いでアグラバーの支配者になり、ジャスミンが相手が支配者であろうがどうしても逆らうことから2つ目の願いで自分を世界一の魔法使いにする。さらにジャファーは魔法でジャスミン達をいいようにする上にアラジンを元の姿に戻して冬山へ追放してしまう。
アラジンはジーニーを自由にしなかったことを後悔し、絨毯の助けを借りてアグラバーに戻る。そして、アグラバーの危機を救うべくジャファーに戦いを挑むが、手強い魔法を操り、遂には大蛇に変身したジャファーに巻き付かれて絞め殺されそうになる。ジャファーの手強い魔法に圧倒されて追い詰められるアラジンはジーニーを見つめて策を閃き、「世界一の魔法使いとして我は世界で一番強い」と主張するジャファーに対して「ジーニーこそが本当に世界で一番強い」と煽り返す。それを聞いて今の自分は実質的には世界で二番目であるという事に気づいたジャファーは、最後の願いで真の世界最強の存在＝ジーニーになることを願う。赤いジーニーとなって最強の力を得たジャファーだったが、それはジーニーから教えられていたランプの魔人の制約である「脅威の力を持つ代わりに自由がない」ことを逆手にとったアラジンの作戦であった。アラジンの罠に嵌った結果、ジャファーはイアーゴを巻き添えにして専用のランプの中に閉じ込められ、ジーニーに砂漠の彼方へ投げ飛ばされ追放された。
ジャファーとの戦いを終えてアグラバーの平和を取り戻した後、アラジンはジャスミンに嘘をついたことを謝罪して反省し、最後の願いでジーニーをランプから解放させて自由の身にする。アラジンのアグラバーを救った勇気に感動したサルタンはジャスミンとの婚約を認め、自由になったジーニーはアラジンと別れて旅立ち、最後に幸せにアラジンとジャスミンは結ばれた。話のラストでジーニーが視聴者に「どうだった？」と質問して映画は幕を閉じる。

## 登場人物

### 主要人物
アラジン（Aladdin）
本作の主人公。天涯孤独の身で、アグラバーの街で相棒の猿のアブーと泥棒をして糊口をしのいでいる貧しい青年。赤いトルコ帽に黒髪がトレードマークである。特別腕っぷしが強いわけではないが、身軽なフットワークと、頭の回転が速く、機転を利かせる事が得意で、ジーニーの願いを行使する事なく魔法の洞窟から脱出できる様に仕向けたり、ジャファーをわざと挑発する事で自滅させる方向に運ぶなど、言葉を駆使した駆け引きにも秀でている。一人称は「俺」あるいは「僕」。
貧相な生活と身なりをしていることから、主に上層階級の人間などからドブネズミ（street rat）と罵倒されている。これまでの境遇から王宮での豪奢な生活に憧れており、彼のすみかは宮殿が真正面に見える所にある。盗んだパンを子どもたちに分け与えたり、ジャスミンの花婿候補である王子に鞭で打たれそうになった子どもを身を挺して庇う心優しい性格の持ち主。ジャスミンに出会って彼女が王女であることを知り、ランプの魔人・ジーニーと出会って身分が釣り合うように王子にしてもらうが、ジャファーに命とランプを狙われる。その際ジーニーに2度までも命を救われ、彼から最後の願いで自分を自由にして欲しいと頼まれるも、ジャスミンの前で正体が知られそうになる不安からそれを拒絶して仲違いをしてしまう。その隙にイアーゴにランプを奪われ、それを受け取ったジャファーに冬山へ追放されてしまい、ジーニーの頼みを拒絶したことを後悔した。その後、助けに向かった絨毯によって無事に帰還し、持ち前の機転によってジャファーをランプに閉じ込めた。事件後はジャスミンに自分が嘘をついたことを謝罪し、最後の願いでジーニーを自由にする。その誠実な姿を見たサルタンから認められ、ジャスミンと結ばれる。
アリ・アバブワ
ジーニーの1度目の願いで王子に変身したアラジン。ジャファーは終始名前を「アブブー」と呼び間違えていた（小説版では最後のみ「アバブワ」と発音）。
ジャファーとその部下たちに捕まり、口を手拭いで塞がれ手足を縛り付けられ崖から海に落とされた時は2度目の願いで生還した。しかし、ジャファーの魔法によって元の姿に戻されてしまった。
ジャスミン王女（princess Jasmine）
本作のヒロイン。アグラバーの王女でサルタンの一人娘。母を幼くして亡くし、父・サルタンと二人暮らし。ディズニープリンセスの一人。一人称は「私」。
モデルは『千夜一夜物語』の第998夜 - 第1001夜に描かれるアーモンド姫とジャスミン王子である。

### 仲間
ジーニー（Genie）
魔法のランプに宿る、青いジン。一人称は「オレ」。
ジーニーとは英語で「精霊」を意味し、イスラム圏においてイスラム教以前の太古神を指す一般名詞である。

魔法の絨毯（Magic Carpet）
アラジンとアブーが魔法の洞窟で踏んで以降ついて来た、空飛ぶ魔法の絨毯。ジーニーとは千年以来の古い付き合い。
自意識を持ち、言葉は話せず表情もないが、ボディ・ランゲージによる感情表現は豊かで知的で紳士的な部分もある。絨毯の端にある4つの房飾りが手足の代わりとなっている。
ジャファーの魔法で糸がほつれてしまうが、ジャファーをランプに幽閉後に元に戻った。
小説版ではジーニーから「敷き物君」のあだ名で呼ばれており、エピローグでは世界旅行に向かうジーニーに同行した。
アブー（Abu）
アラジンの相棒の猿。言葉は話せないが、鳴き声やジェスチャーでコミュニケーションを取る。なお、日本語吹き替え版では、オリジナル版声優のフランク・ウェルカーが来日して日本語の音声を付け足している。
盗みの天才でアラジンと協力して食べ物を盗んでいたがそれ故に物欲が強く、宝石に目がないため、魔法の洞窟ではアラジン達の制止を振り切って赤い宝石に手を出したことから洞窟の崩壊を呼んでアラジン共々ピンチに陥ってしまう。一方でジャファーに騙されてランプを奪われた時はジャファーの目を盗んで逆に奪い返した。ジーニーの魔法で巨大な象に変身するが、ジャファーの魔法で元に戻ってしまった。
ジャファーとの戦いでは魔法でおもちゃのサルに変えられるが、ジャファーをランプに幽閉後に元に戻った。
「アブー」はアラビア語で「～の父」を意味する أَبُو（ʾabū, アブー）を想起させるネーミングだが、アラビア語版ではアンダルスやマグリブ地方で使われてきた男性名と同じ عَبُّو（ʿabbū, アッブー）という名前になっている。

### 敵
ジャファー（Jafar）
本作のディズニー・ヴィランズ。アグラバーの国務大臣であり、蛇の如く厭味たらしく狡猾な性格を持つ邪悪な魔法使い。
サルタンから絶大な信用を置かれる臣下ではあるが、サルタンとジャスミンに臣従していることを苦々しく思い、魔法のランプと王位を狙う。一人称は「ワシ」「私」だがたまに「俺」ということがある。
モデルはアッバース朝の宰相ヤフヤー・イブン＝ハーリドの次男ジャアファル・イブン=ヤフヤーである。実際のジャアファルは気さくな性格で、庶民に人気が高かったにもかかわらず、突然の粛清にあい一族もろとも首を刎ねられた悲劇の貴公子であったとされ、極悪人として描かれたジャファーとは大きく異なる。

イアーゴ（Iago）
ジャファーのペット兼参謀役である、赤い羽毛と紫の尾羽を生やした極彩色のオウム。一見ごく普通のオウムだが、実際は流暢に人間の言葉を話すことができる。声真似が得意であり、それで相手を騙したり、自画自賛することがある。悪知恵も働き、様々な作戦を思いつく。
ジャファーからは信頼されているが、うるさがられたり、都合が悪くなると八つ当たりされることもある。一人称は「オレ」。

衛兵（The Royal Guards）
衛兵隊長のラズール（Razoul、小説版での表記はラザウル）率いる衛兵部隊で、泥棒稼業のアラジンと日々敵対している。全員悪人のような人相。
表向きではアグラバーに仕えるが、その実態はジャファー個人の部下であり、彼の命令でアラジンを冤罪で捕らえたり、海底に沈めて殺そうとした。内心ではアラジンの肩を持つサルタンやジャスミンの事もよく思っていない。以後の続編やテレビシリーズではジャファーが追放された為、サルタンの部下として登場するものの、未だにアラジンを毛嫌いしている様子で、隙あらば殺そうと目論んでいる。

### その他
サルタン（Sultan）
アグラバー国王で、ジャスミンの父親。ジャスミンは「お父様」、従者及びアラジンは「陛下」と呼ぶ。
非常に小柄で太った体型の、白髪と髭に顔を覆われた老人。ジャスミンの母である妻を亡くし、ジャスミンの将来を案じて結婚を急かしている。動物や玩具が好きで、人をすぐ信じる好々爺。たびたびジャファーの催眠術で操られては、言いなりになっている。毎回イアーゴが嫌がっているのを知らずカビの生えたクラッカーを与えているが、ジャファーにアグラバーを支配された時は仕返しに同じ物を食べさせられた。事件後はアラジンとジャスミンの結婚を認めた。
サルタンとはアラビア語で「権威ある者」を意味する語で、一般には「王」あるいは「皇帝」と訳される。
モデルはアッバース朝5代目カリフにして、アッバース朝最盛期を築いた貴公子ハルン=アル=ラッシード。
ラジャー（Rajah）
ジャスミンのペットの巨大な虎。
ジャスミンが幼い頃から大の仲良しで、彼女以外の人間には懐かず牙を剥くためジャスミンに求婚する王子たちを追い出すのに一役買っている。ジャスミンの家出を止めようとしたものの、聞き入れられなかったため協力したこともある。ジャファーの魔法で子猫の姿に変えられるが、事件後に元に戻った。
魔法の洞窟（Tiger Head、小説版での表記はタイガー神）
虎の顔をした喋る洞窟。ダイヤの原石（のように飾り気が無く清らかな心の持ち主）以外の人間は一歩たりとも洞窟に足を踏み入れることを許さず、洞窟に入ることを許した者であってもランプ以外の宝物に触れた場合、容赦なく閉じ込めてしまう。本作に登場するキャラクターの中で唯一CGで描かれている。
ガジーム
冒頭でジャファーから魔法の洞窟を出現させるために必要な黄金のスカラベを盗んでくるように雇われた泥棒。ヒゲ面で小太りの男。ドジでヘマが多く、ジャファーやイアーゴからはぞんざいに扱われる。スカラベを盗む際に所有者たち2～3人を殺害している。ダイヤの原石ではなかったために、魔法の洞窟に閉じ込められる形で圧死した。
アクメッド王子
アグラバーの隣の国に住む成金趣味な王子でジャスミンの花婿候補。金以外に興味を持たず貧乏人をすべて下等とみなしている。自分が乗った馬の前に飛び出してきた子どもを鞭で打とうとし、それを庇ったアラジンに「金持ちならもっと人に親切にしてみろ」と抗議されても歯牙にもかけず彼を突き飛ばし、「役立たずのドブネズミ」「ドブを這いずり回って死ね」「悲しむのはたかっているノミだけだ」等と悪態を付く。翌日、ラジャーにズボンを噛みちぎられてパンツを露出するという屈辱を味わい、文句を言いながら怒って帰ってしまう。
サルタン直属の衛兵
ラズール率いる衛兵部隊とは別の部隊である、サルタン個人の部下。ジャファー個人の部下であるラズールたちとは対照的に人相がよく、サルタンやジャスミン、アグラバーに純粋に仕えている。アラジンから真相を聞いたサルタンの命令でジャファーを反逆罪で連行しようとするが、逃げられてしまった。
姉弟
パンを盗んで追っ手を振り切ったアラジンとアブーが出会った幼い姉弟。お腹をすかせ、路地裏で食料を探していたところ、アラジンとアブーからパンを分け与えられ、二人に感謝する。その後、弟が宮殿へ向かう途中のアクメッド王子と彼が乗る馬の前に飛び出してしまい、後を追いかけてきた姉ともども鞭で打たれそうになったところをアラジンに救われた。
行商人（Peddler）
本作の冒頭で登場する行商人。胡散臭い商品ばかりを扱っているように見えたが、何らかの経緯によって、ジーニーの魔法のランプを手に入れている（時系列上は本編の後であることが彼の語りから分かる）。
ストーリーの狂言回し的な存在であり、彼の店を訪れたお客（映画の観客）を『アラジン』のストーリーに引き込んでいく。
完結編では終盤に登場し、魔法の絨毯に乗るアラジンとジャスミンたちに手を振っていた。また、彼の歌うアラビアンナイトで完結編は幕を閉じる。
『キングダム ハーツII』では欲深い商人として登場し、ジャファーが封印されたランプを高値で売ろうとするもピートに奪われ、それをアラジン側についたイアーゴに取り上げられた。その後、ランプを見つけ出し、ジャファーを解放し、事件の発端を生んでしまう。
製作当時、この行商人はジーニーだと設定されており、映画の最後で正体が明かされる予定があったが、最終的にそのシーンがカットされることになったという。

## 声の出演
| 役名             | 原語版声優 | 日本語吹き替え                              |          |
| ---------------- | --- | ------------------------------------------- | -------- |
| アラジン         | スコット・ウェインガー | 羽賀研二（1993年版） 三木眞一郎（2008年版） |          |
| アラジン         | 歌：ブラッド・ケイン | 歌：石井一孝                                |          |
| ジャスミン       | リンダ・ラーキン | 麻生かほ里                                  |          |
| ジャスミン       | 歌：リア・サロンガ | 麻生かほ里                                  |          |
| サルタン         | ダグラス・シール | あずさ欣平                                  |          |
| アブー           | フランク・ウェルカー | 原語版流用                                  |          |
| ラジャー         | フランク・ウェルカー | 原語版流用                                  |          |
| 魔法の洞窟       | フランク・ウェルカー | 飯塚昭三                                    | 飯塚昭三 |
| イアーゴ         | ギルバート・ゴットフリード | 神谷明                                      |          |
| ジーニー         | ロビン・ウィリアムズ | 山寺宏一                                    |          |
| ジャファー       | ジョナサン・フリーマン | 宝田明 大木民夫（老人の変装時）             |          |
| アクメッド王子   | コーリー・バートン | 安原義人                                    |          |
| 衛兵隊長ラズール | ジム・カミングス | 屋良有作                                    |          |
| ファルーク       | ジム・カミングス | 辻親八                                      |          |
| 行商人           | ロビン・ウィリアムズ | 松尾貴史                                    |          |
| 行商人           | 歌：ブルース・アドラー | 歌：三浦慎也                                |          |
| ガジーム         | チャーリー・アドラー | 山下啓介                                    |          |
| ナッツ屋         | チャーリー・アドラー | 林一夫                                      |          |
| メロン屋         | チャーリー・アドラー | 安西正弘                                    |          |
| ハモール         | | 安西正弘                                    |          |
| ヤマール         | | 林一夫                                      |          |
| ファザール       | | 八代駿                                      |          |
| 宝石屋           | コーリー・バートン | 八代駿                                      |          |
| その他           | ジャック・エンジェル フィリップ・クラーク ジェニファー・ダーリング デビ・デリベリー ブルース・グッホ ジェリー・ハウカー ベラ・ロックウッド シェリー・リン ミッキー・マッゴワン パトリック・ピニー フィリップ・プロクター | 牧野和子 沢りつお 沖恂一郎 市村浩佑 井上彩  |          |

※2008年以降に発売の映像ソフト及びオンデマンド配信では、2007年に羽賀研二が詐欺の容疑で逮捕されたことに伴い、アラジンの台詞パートは三木眞一郎に差し替えられている。

## スタッフ
- 製作：ジョン・マスカー、ロン・クレメンツ、エイミー・ペル、ドナルド・W・エルンスト
- 監督：ジョン・マスカー、ロン・クレメンツ
- 脚本：ジョン・マスカー、ロン・クレメンツ、テッド・エリオット、テリー・ロッシオ
- オリジナル作曲：アラン・メンケン（『ホール・ニュー・ワールド』で第65回アカデミー賞歌曲賞を受賞）
- プロダクション・デザイン：R.S.ヴァンダー・ヴェンデ
- 編集：マーク・A・ヘスター（英語版）、H・リー・ピーターソン（英語版）
- 美術監督：ビル・パーキンス[14]

### 日本語版
- 演出：松岡裕紀
- 翻訳：景山民夫、菊地浩司
- 訳詞：湯川れい子
- 音楽演出：深澤茂行
- 録音・調整：伊藤恭介
- 録音制作：スタジオ・エコー
- 制作：DISNEY CHARACTER VOICES INTERNATIONAL, INC.

## 主題歌
ピーボ・ブライソンとレジーナ・ベルのデュエット曲『ホール・ニュー・ワールド』。同曲は全米No.1ヒットを記録し、アカデミー賞作曲賞/歌曲賞やグラミー賞ソング・オブ・ザ・イヤーなどを受賞した。

## 挿入歌
- アラビアン・ナイト（Arabian Nights）歌：三浦慎也
- 一足お先に（英語版）（One Jump Ahead）歌：石井一孝、屋良有作
- フレンド・ライク・ミー（英語版）（Friend Like Me）歌：山寺宏一
- アリ王子のお通り（英語版）（Prince Ali）歌：山寺宏一
- ホール・ニュー・ワールド（A Whole New World）歌：石井一孝、麻生かほ里
- アバヨ、王子様（Prince Ali (Reprise)）歌：宝田明

## 続編
- アラジン ジャファーの逆襲 - 本作の1年後を描いたOVA作品。
- アラジン完結編 盗賊王の伝説 - 本作の完結編で、アラジンとジャスミンの結婚の様子を描いたOVA作品。
- アラジンの大冒険 - 「ジャファーの逆襲」のその後を描いたテレビアニメシリーズで、「完結編」に続く。
- ヘラクレス (TVシリーズ) - アラジン完結編 盗賊王の伝説のその後という設定でクロスオーバーエピソードがある。アラジンとジャスミンは結婚しており、ジーニーも手のみだが出演している。死者の国から復活したジャファーがハデスと組んでアラジンとヘラクレスを同士討ちさせようとした。

## テレビ放送
| 回数 | 放送局     | 放送枠             | 放送形態       | 放送日        | 放送時間      | 放送分数 | 吹替版   | 視聴率 | 備考                                            |
| ---- | ---------- | ------------------ | -------------- | ------------- | ------------- | -------- | -------- | ------ | ----------------------------------------------- |
| 1    | フジテレビ | プレミアムステージ |                | 2005年4月9日  |               |          | 1993年版 |        |                                                 |
| 2    | TBS        | 水曜プレミア       | 本編ノーカット | 2013年5月1日  | 21:00 - 22:54 | 114分    | 2008年版 | 8.3%   |                                                 |
| 3    | 関西テレビ |                    |                | 2014年4月1日  | 24:35 - 26:18 | 103分    | 2008年版 |        | 『アナと雪の女王』第86回アカデミー賞W受賞記念。 |
| 4    | 日本テレビ | 金曜ロードSHOW!    | 本編ノーカット | 2019年6月14日 | 21:00 - 22:54 | 114分    | 2008年版 | 15.1%  | 実写版の公開記念。                              |
| 5    | NHK総合    | プレミアムシネマ   | 本編ノーカット | 2025年6月14日 | 16:25 - 17:57 | 92分     | 2008年版 | 2.4%   |                                                 |

## 舞台

### ブロードウェイ
2014年3月、ブロードウェイで『Aladdin』のタイトルでミュージカル化された。第68回トニー賞では作品賞を含む5部門にノミネートされ、ジーニー役のジェームズ・モンロー・アイグルハートは最優秀助演男優賞を獲得した。

### 日本版

#### 概要
日本では劇団四季が上演権を取得し、高橋知伽江の訳詞によって、2015年5月24日から「大同生命ミュージカルシアター電通四季劇場［海］」で上演されている。本作の英語以外の言語での上演およびアメリカ以外での上演は日本が初めてだった。
キャストはすべて公開オーディションで決定し、公開オーディションは劇団外からの参加も可能だった。2014年11月17日の公開オーディションでは、外部応募者として芋洗坂係長と大至伸行がジーニー役に応募していた。同年11月25日、キャスト候補が発表された。
2015年3月15日にチケットの一般販売が開始されたが、正午の時点でチケット総販売枚数が20万9000枚を突破し、劇団四季の史上販売枚数の最高記録を更新した。

#### 主なキャスト
- アラジン - 島村幸大、厂原時也、海宝直人、笠松哲朗、北村優、小林唯、一和洋輔、立崇なおと
- ジャスミン - 岡本瑞恵、三井莉穂、齋藤舞、三平果歩、平田愛咲、竹内華
- ジーニー - 瀧山久志、道口瑞之、萩原隆匡、阿久津陽一郎、韓盛治、岩城雄太
- ジャファー - 牧野公昭、本城裕二、桝川譲治、勅使瓦武志、深水彰彦
- イアーゴ - 酒井良太(2017年末に劇団四季を退団したため、以後出演はない)、町田兼一、布施陽由、野口雅史、吉賀陶馬ワイス、嶋野達也
- カシーム - 西尾健治、萩原隆匡、松島勇気、田中宣宗
- オマール - 斎藤洋一郎、山下啓太、町田兼一、嶋野達也、戸高圭介
- バブカック - 白瀬英典、正木棟馬、藤田光之、山田充人
- サルタン - 石波義人、増田守人、青木朗、志村要、吉谷昭雄

## コンピュータゲーム
- 『アラジン』
  - 1993年11月12日、メガドライブの専用ソフトとしてセガから発売された。
  - 同じ映画を題材にしたアクションゲームが2週間後にスーパーファミコンでも発売されたが、それぞれまったく別のゲームである。そのためステージ構成からシステム面まで違いがあり、アラジンやアブー（ボーナス面のみ）が剣を装備していたり、キャラクターがより滑らかな動きをしていたりするなど違いがある。メガドライブ版『アラジン』の売上本数は世界合計で600万本を記録している。

- 『アラジン』
  - 1993年11月26日、スーパーファミコンの専用ソフトとしてカプコンから発売された。
  - メガドライブ版とは別のゲームである。主人公のアラジンは「踏み付け」と「リンゴを投げつける」の2つの攻撃方法を駆使し、全6ステージのクリアを目指す。難易度は抑え気味であり、アクションゲーム初心者に適している。映画の世界観を損なうことなく仕上がったグラフィックと、ディズニー映画らしいアニメーションを可能な限り再現したキャラクターの動きに定評がある[17]。後にゲームボーイアドバンスに移植された。

- 『アラジン』
  - 1994年3月25日、ゲームギアの専用ソフトとしてセガから発売された。
  - 横スクロールのアクションゲームになっており、メガドライブ版とは別の内容である。メガドライブ版と異なり、文字説明だけでなく会話シーンが用意され、ゲーム構成も映画に近いものになっている。

- 『アラジン』
  - 2003年8月1日、ゲームボーイアドバンスの専用ソフトとしてカプコンから発売された。
  - スーパーファミコン版の移植ソフトである。ステージなどが追加され、音楽が一部差し替えられている。

- その他
  - 『Kinect: ディズニーランド・アドベンチャーズ』 - アラジン、ジャスミン、ジーニーらが登場する。
  - 『キングダム ハーツ シリーズ』 - 作品内でアラジンが登場する。